# Bruckhof (Bad Buchau)
Bruckhof ist ein Ortsteil der Stadt Bad Buchau im Landkreis Biberach in Oberschwaben.
Die Einzelsiedlung liegt circa zwei Kilometer südwestlich von Bad Buchau und entstand Ende des 18. oder Anfang des 19. Jahrhunderts. 